# Религия на Канарских островах
Как и в остальной части Испании, на Канарских островах преобладающей религией является католицизм. Католическая религия стала  преобладающей после завоевания Канарских островов в XV веке. Эта религия в значительной степени заменяет религию гуанчи из-за запрета последней и синкретизма.
Согласно опросу Центра социологических исследований в 2019 году, респонденты на Канарских островах исповедуют следующие религии: 76,7% — католицизм, 8,1% — атеизм, 6,3% — агностицизм, 5,8% — не относят себя ни к одной религии, 2,8% — другая религия, 0,3% — без ответа.

## Канарская религия аборигенов
Первоначальная религия, которую исповедовали коренные жители островов, была верой анимистического и политеистического типа с сильным присутствием астрального культа.
Эта религиозность сакрализовала определённые места, в основном скалы и горы, такие как вулкан Тейде на Тенерифе, скала Идафе в Ла-Пальме, скала Бентайга на Гран-Канарии или гора Тиндая на Фуэртевентуре. Они также считали священными деревья, среди которых выделяются драконово дерево и сосна. Существовал пантеон разных богов и духов предков. Например, среди главных богов острова Тенерифе можно выделить: Ачамана, Чаксиракси, Махека и Гуайоту. Также практиковался культ мёртвых и мумификация трупов, как на острове Тенерифе, где это достигло большего совершенства. Они также лепили глиняных или каменных идолов.
Также в 2001 году появилась Церковь народа гуанчей, неоязыческая религия, которая пытается внедрить религию канарских аборигенов в качестве этнической религии в нынешнем канарском обществе.

## Христианство

### Католицизм
Христианизация Канарских островов связана с процессом завоевания, хотя присутствие христианских элементов на архипелаге восходит как минимум за столетие до его включения в Корону Кастилии.
Первые известия, говорящие о введении христианства на островах, датируются 1351 годом, когда Папа Климент VI создал на острове Гран-Канария Епископство Островов Фортуны или Епископство Тельде. Епископство Тельде было в основном проектом евангелизации Канарских островов майорканскими и каталонскими миссионерами, который потерпел неудачу из-за набегов европейских пиратов, разозливших местных жителей. Эта ситуация привела к мученической смерти тринадцати каталонских миссионеров-отшельников, брошенных аборигенами в пропасть Хинамар в 1393 году.
Позднее на остров Лансароте прибыли нормандские завоеватели Жан де Бетанкур и Гадифер де ла Саль. После завоевания острова в 1402 году в замке Рубикон была основана небольшая церковь или скит, который впоследствии с папской уступки получил титул собора, посвященного Святому Марциалу. Антипапа Бенедикт XIII в булле, изданной 7 июля 1404 года, создал епархию Сан-Марсиаль-дель-Рубикон. После этого вожди аборигенов, покоренных на островах Лансароте, Фуэртевентура, Гомера и Иерро, крестились вместе со своими последователями.

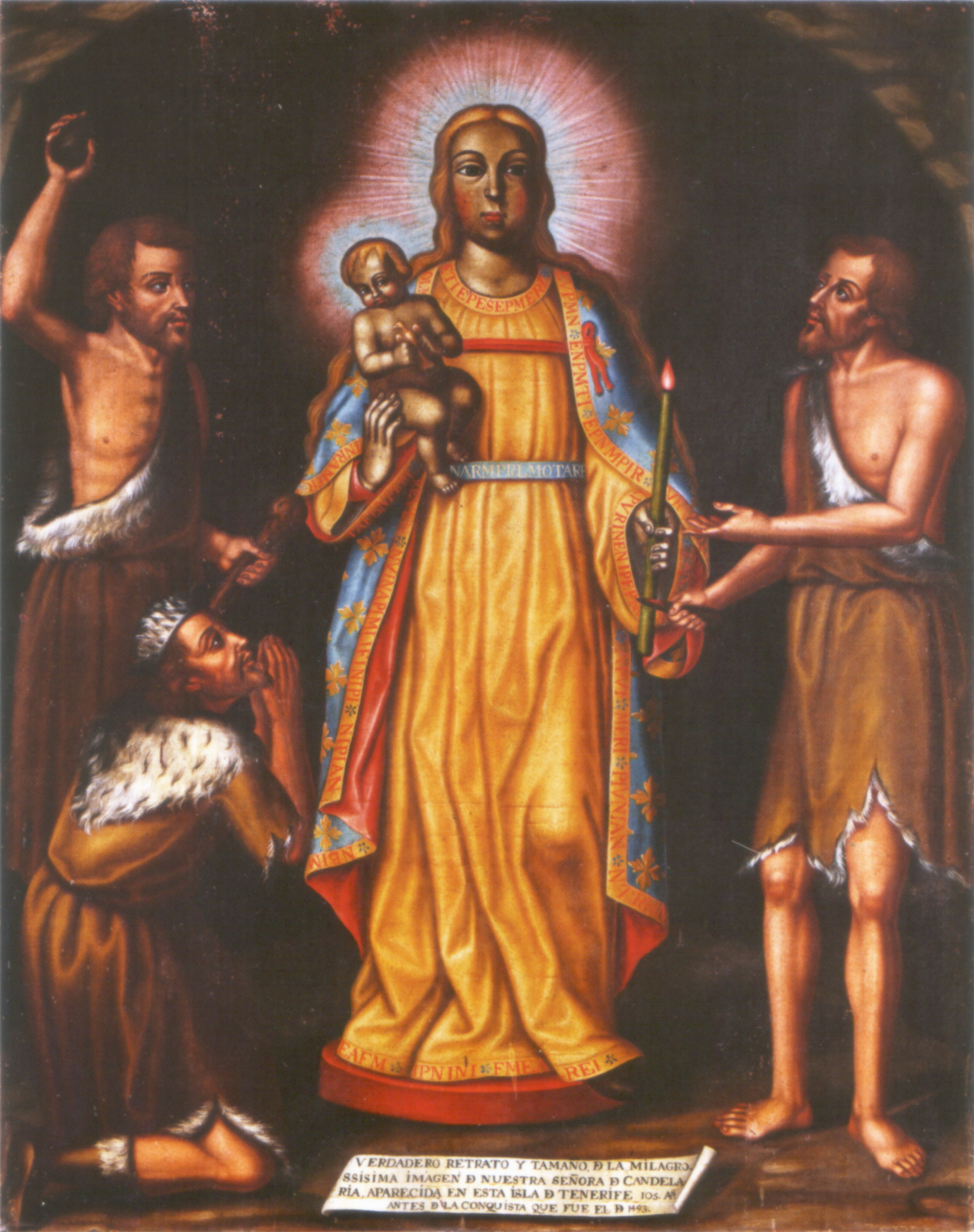
Картина 18 века, изображающая Деву Канделарию вместе с гуанчами.

В 1424 году папа Мартин V воздвиг в Бетанкурии епископство Фуэртевентура, которое охватывало все Канарские острова, кроме острова Лансароте.  Это епископство было упразднено в 1431 году, всего через семь лет после его создания.
В середине XV века есть свидетельства присутствия христианских миссионеров на западных Канарских островах, потому что около 1450 года в районе современного муниципалитета Канделария на Тенерифе обнаружен скит, состоящий из трёх монахов во главе с Альфонсо де Боланьосом, считается «апостолом Тенерифе». Эти монахи жили среди гуанчей, говорили на их языке и крестили многих из них. Эта миссия продлится почти до начала завоевания этого острова. Именно в это время большинство исследователей относят находку изображения Богоматерь Канделария гуанчами с Тенерифе и Девы Марии Снежной аборигенами острова Пальма, которые, возможно, были доставлены на эти острова майорканскими или каталонскими миссионерами. Богоматерь Канделария будет иметь значительное религиозное и культурное значение на архипелаге, вплоть до того, что в 1599 году она была объявлена покровительницей Канарских островов Папой Климентом VIII, титул, ратифицированный в 1867 году Пием IX.
В 1485 году, после завоевания Гран-Канарии, Папа Иннокентий VIII окончательно санкционировал перенос епархиального престола из Сан-Марсиаль-дель-Рубикон в Лас-Пальмас. Название епархии было изменено на Епархия Канарских островов со ссылкой на остров, где с этого момента будет находиться её штаб-квартира, то есть Гран-Канария, но сохранив в своём названии свое происхождение, Рубикон.
Отсюда начнется христианизация островов Ла-Пальма и Тенерифе. Христианизация Канарских островов была быстрой и полной. Островной католицизм дал Церкви двух святых до настоящего времени: Жозе ди Аншиета  и Педро де Сан-Хосе Бетанкура. Оба, родившиеся на острове Тенерифе, были миссионерами соответственно в Бразилии и Гватемале.
В 1819 году на Канарских островах было основано новое епископство, епархия Сан-Кристобаль-де-ла-Лагуны. Хотя истоки создания епархии на Тенерифе начались вскоре после завоевания Канарских островов, именно Алонсо Фернандес де Луго (завоеватель этого острова) в 1513 году обратился к суду с просьбой воздвигнуть новую епархию на острове Тенерифе. Однако этот проект всегда будет встречать сопротивление гран-канарского епископа. С 1819 года Канарские острова были разделены на две епархии: Канарско-Рубисенскую епархию, охватывающую восточные острова (Гран-Канария, Фуэртевентура и Лансароте), и епархию Сан-Кристобаль-де-Ла-Лагуна или Нивариенсе, охватывающую западные острова (Тенерифе, Гомера, Пальма и Иерро).

На Канарских островах особенно важны религиозные обряды с великими традициями в истории и культуре, такие как Богоматерь Канделария и Христос Ла-Лагуна на Тенерифе, Дева Сосны на Гран-Канарии, Дева Снега в Ла-Пальме, Дева Гваделупская на Ла Гомере, Богоматерь Скорбящих на Лансароте.

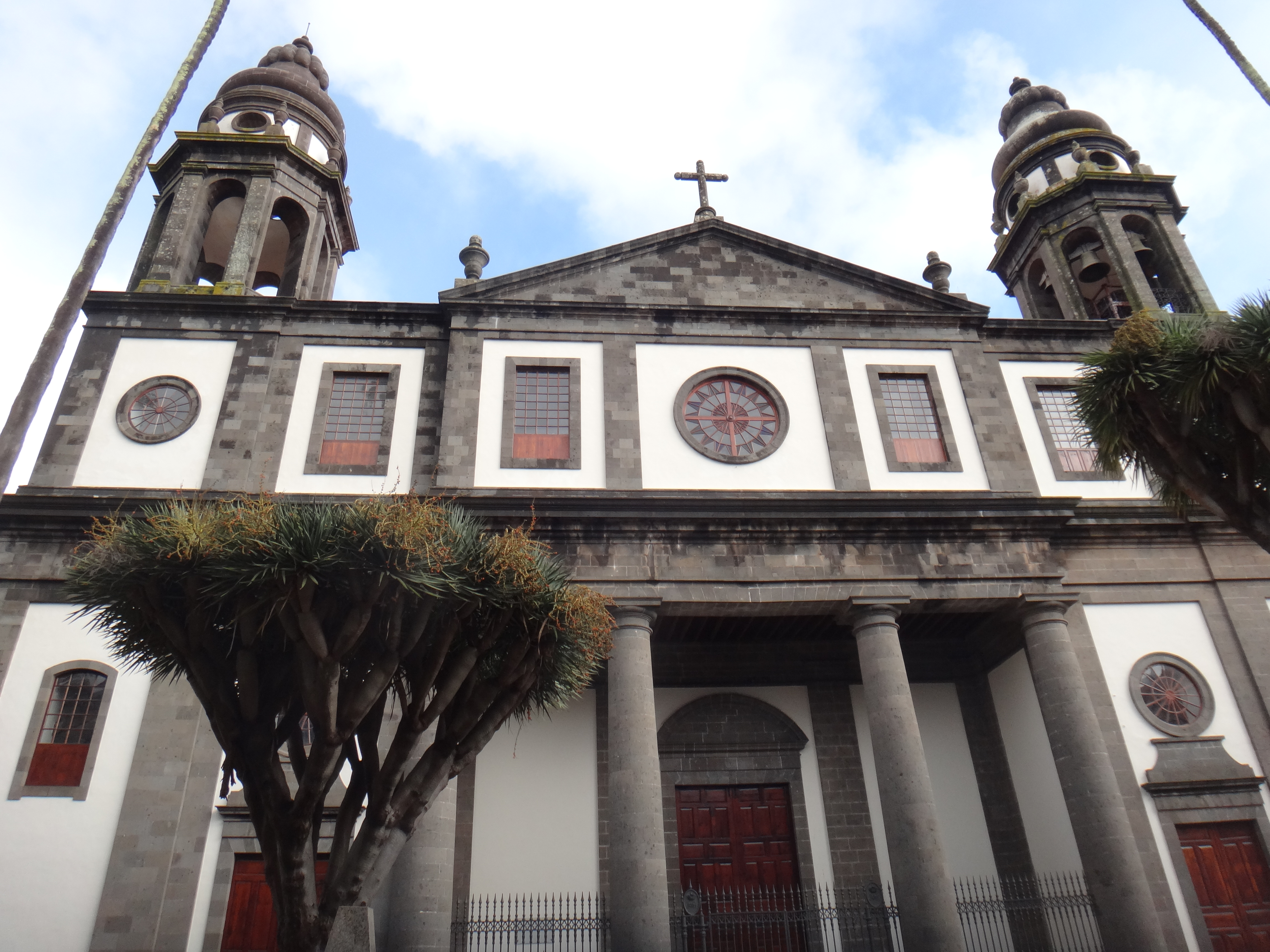
Собор Сан-Кристобаль-де-ла-Лагуна, резиденция Епархия Сан-Кристобаль-де-ла-Лагуны.
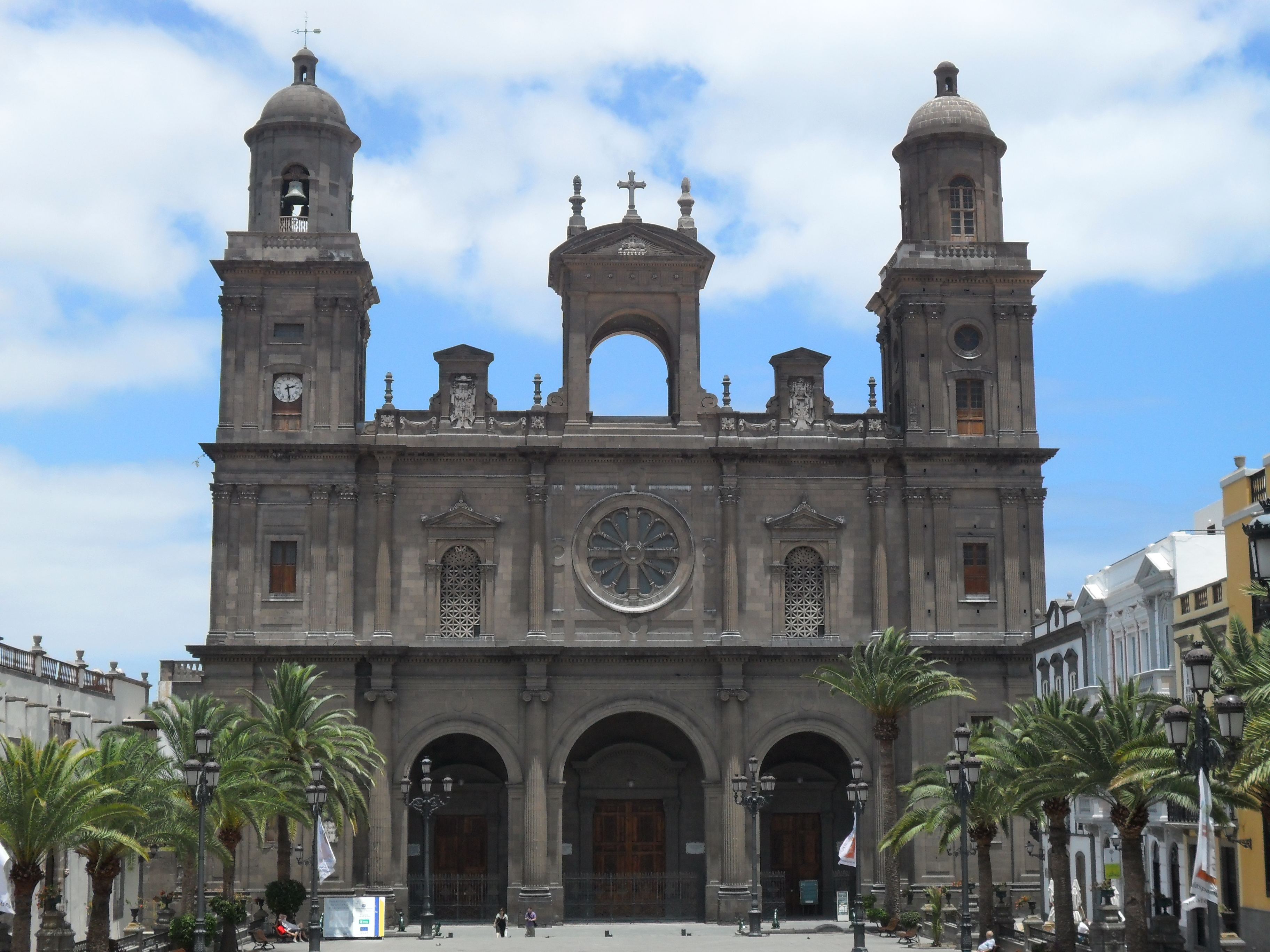
Собор Санта-Ана, резиденция Епархия Канарских островов.

### Православие
Православие утвердилось на архипелаге в начале XXI века, и включает в себя: Русскую православную церковь, Румынскую православную церковь и новую Православную Церковь Канарских островов, небольшую общину в составе Испанской Православной Церкви, находящуюся под юрисдикцией Сербской Православной Церкви и в общении со Вселенской Православной Церковью.

### Англиканство
Присутствие англиканских общин на архипелаге восходит к концу XVI века, хотя рост был медленным до XIX века. Первые англиканские общины на Канарских островах были созданы в городах Пуэрто-де-ла-Крус, Санта-Крус-де-Тенерифе, Лас-Пальмас-де-Гран-Канария и, в меньшей степени, в Санта-Крус-де-ла-Пальма.

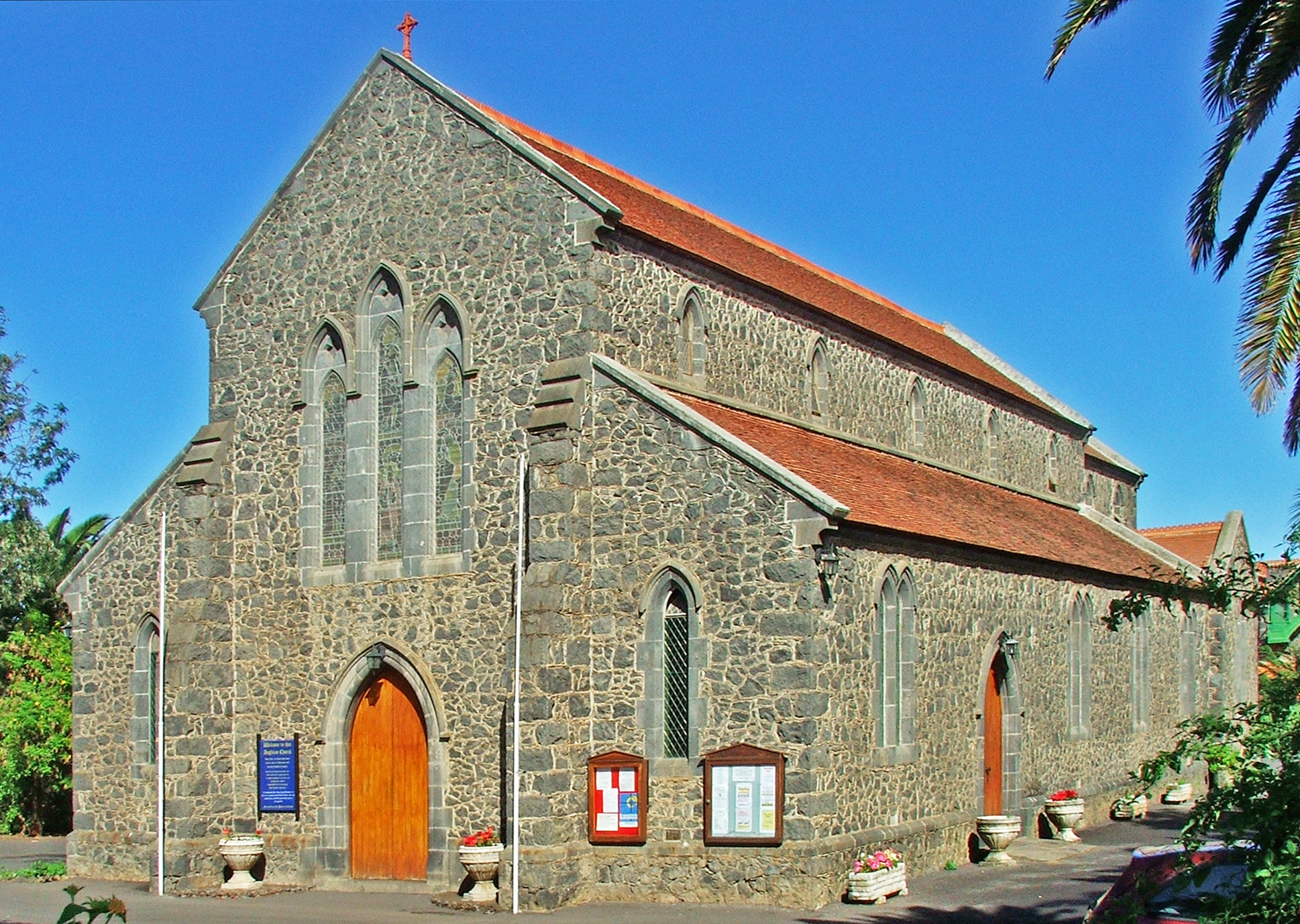
Церковь Всех Святых (Тенерифе).

В городе Пуэрто-де-ла-Крус на севере острова Тенерифе будет построена в конце XIX века первая англиканская церковь на Канарах, Церковь Всех Святых. Кроме того, в этом городе находится самое старое англиканское кладбище на архипелаге. Позже были построены другие, такие как англиканская часовня Лас-Пальмас-де-Гран-Канария и церковь Сан-Хорхе в Санта-Крус-де-Тенерифе (сегодня католическая церковь).

### Евангелие
Большинство евангелических церквей на Канарских островах были построены во второй половине XX века. Евангелический совет Канарских островов —  федерация, объединяющая большинство различных евангелических церквей, существующих на архипелаге. Есть также национальные церкви скандинавских стран, такие как Церковь Швеции, Церковь Норвегии, Немецкая евангелическая церковь и Евангелическо-лютеранская церковь Финляндии.

### Протестантизм
Протестантизм на островах представлен следующими церквями и направлениями: Ассамблея Бога, Филадельфийская церковь Бога, пятидесятники, баптисты и Армия Спасения.

### Религиозные организации
Также на Канарских островах присутствуют псевдохристианские религиозные организации: Свидетели Иеговы, Церковь Иисуса Христа Святых последних дней, Церковь Саентологии и Орден Солнечного Храма.
На архипелаге насчитывается 3 300 членов Свидетелей Иеговых и Церкви Иисуса Христа Святых последних дней. Основатель Церкви Саентологии, Л. Рон Хаббард, несколько раз посещал Канарские острова в 1960-х и 1970-х годах.
Масонство также оказало большое влияние на развитие истории архипелага, особенно между XIX и началом XX  веков. Масонский храм Санта-Крус-де-Тенерифе был крупнейшим масонским центром в Испании до того, как он был оккупирован военными франкистского режима.

## Ислам

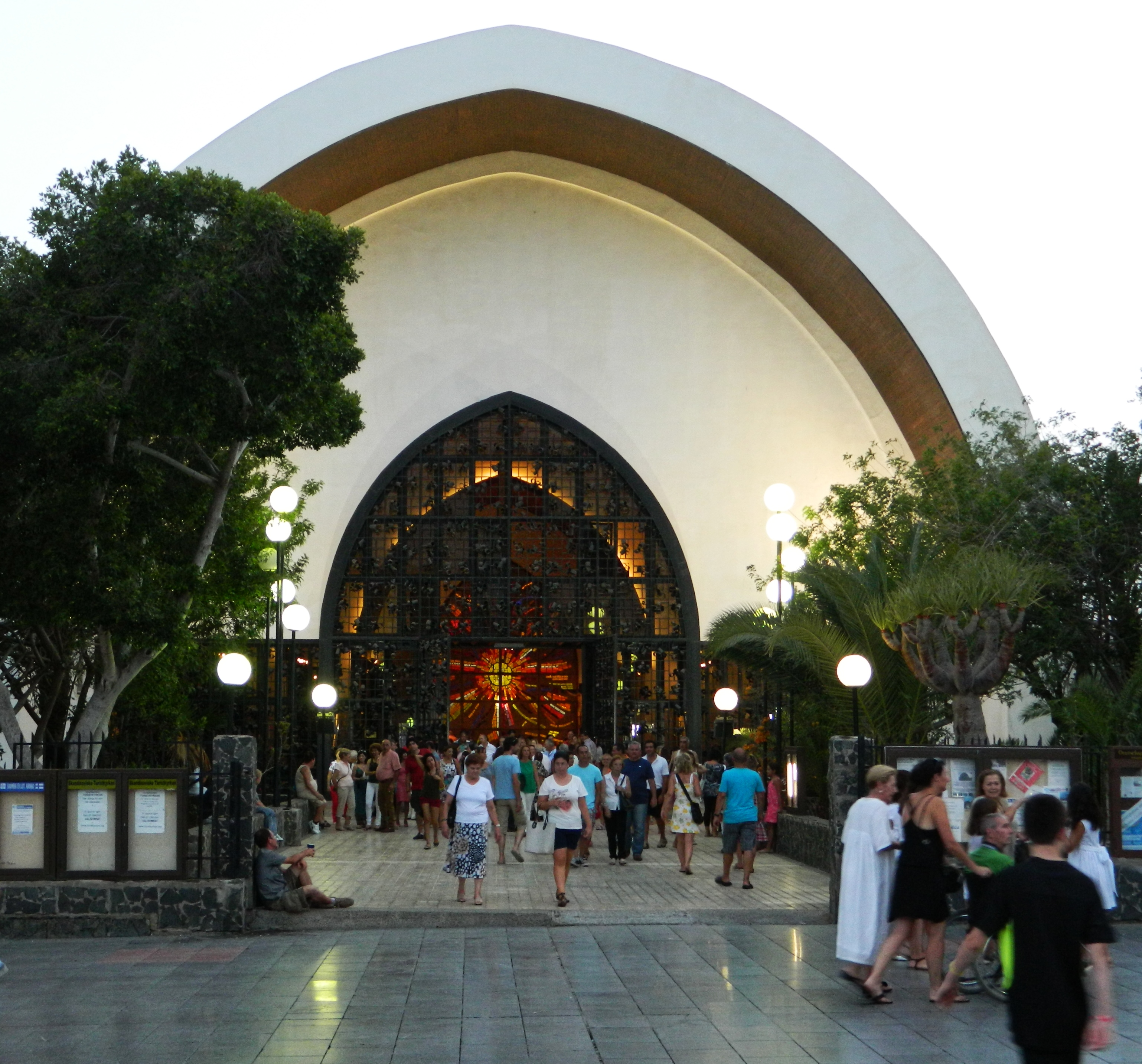
Вселенский храм в Плайя-дель-Инглес (Гран-Канария).

Мусульманские общины окончательно утвердились на Канарских островах на Тенерифе и Гран-Канарии между XIX и XX веками, позже на Фуэртевентуре и Лансароте, а ещё позже на Ла-Пальме.
В настоящее время Исламская Федерация Канарских островов является религиозной организацией, объединяющей ассоциации и общины Канарского архипелага  с примерно 70 000 мусульманами, проживающих на Канарских островах, имеющих 40 мечетей и мест отправления культа.

## Иудаизм
Иудаизм пришёл на Канарские острова в XV веке с завоеванием от обращённых евреев, переселившихся с Пиренейского полуострова и продолжавших тайно исповедовать свою древнюю религию. Первоначально канарские евреи проживали в основном на островах Тенерифе и Пальма. Мать будущего католического святого, Жозе де Аншиета, миссионера в Бразилии, родилась в Сан-Кристобаль-де-ла-Лагуна, Тенерифе, была потомком новообращённых евреев.
Так же, как и в остальной Испании, евреи подвергались преследованиям со стороны Святой инквизиции, хотя и в гораздо меньшей степени, чем на Пиренейском полуострове. Нынешняя община сефардского изгнания на Канарских островах начала селиться на островах в середине XX века.

## Восточные религии
Канарские острова являются регионом с самой большой общиной индуистов в Испании, фактически почти половина индусов страны проживает на архипелаге.  Индуизм пришёл на Канарские острова от индийских купцов, которые начали селиться здесь в 1870-х годах. Первоначально они были сосредоточены вокруг свободных портов Лас-Пальмас-де-Гран-Канария и Санта-Крус-де-Тенерифе, но позже распространились на все острова.
Буддийские общины возникли с 1980-х годов. В настоящее время тибетские буддийские деноминации более заметны в буддийском сообществе. В 2005 году два новообращенных канарских буддиста были признаны учителями Дхармы ортодоксальными буддийскими учреждениями, Франсиско Меса и Алехандро Торреалба, мирскими духовными лидерами буддийских центров на Тенерифе и Гран-Канария соответственно.
Среди иммигрантов из этой страны также присутствуют представители традиционных китайских религий, а также представители веры бахаи.

## Афроамериканские религии
Благодаря тесным связям, существующим со странами Латинской Америки, такими как Куба и Венесуэла, на островах присутствуют афроамериканские практики, такие как сантерия, вуду, кандомбле и венесуэльский спиритизм.